# Колорит
Колори́т (итал. colorito, от лат. color — краска, цвет, окраска, вид, внешность) — композиция цвета, хроматический (цветовой) строй, характер использования цветовых отношений, согласованность тонов хроматического ряда.

## В изобразительном искусстве
Во всех видах, разновидностях и жанрах изобразительного искусства, но прежде всего в живописи, колорит, в отличие от простого соблюдения эстетики цветовых сочетаний, не ограничивается гармонизацией цветов, а выражает художественный смысл произведения искусства. От колористического решения композиции зависит степень восприятия художественного образа зрителем. Поэтому понятие колорита связано с качественной оценкой цветового решения. Это «существенный компонент художественного образа, вызывающий ответные эмоции зрителей».
Колористические средства
В каждом отдельном случае колористическое решение произведения совершенно уникально, но основывается на нескольких известных закономерностях. «Качество колорита устанавливается нахождением эквивалента цветового строя произведения искусства и имеющихся в распоряжении художника материалов — красок с их физическими и химическими свойствами». Такие эквиваленты необходимы, поскольку свойства цвета в природе (яркость, насыщенность) не совпадают с аналогичными свойствами красок (которые значительно слабее яркости солнца, цвета синего неба или весенней зелени). Поэтому в современной колористике — науке о цвете — принято строго различать понятия цвета и краски. Результатом нахождения эквивалентов восприятия цвета и свойств красочного слоя являются колористические качества произведения: яркость, насыщенность, светлотность, тепло-холодные отношения тонов.
Благодаря принципу эквивалентности и свойствам «одновременного контраста» дополнительных тонов, пользуясь небольшим количеством красок (часто достаточно трёх, соответствующих основным тонам спектра: красной, жёлтой и синей) опытный мастер может создать цветовой строй, превосходящий натуральный по выразительности. Так писали Тициан (с добавлением дополнительных белой и чёрной краски) и К. С. Петров-Водкин. Чтобы достичь выразительности колорита, используется принцип цветовой доминанты. В зависимости от замысла художника подобной доминантой «может стать любой тон хроматического ряда, определяющий также особенности тепло-холодных отношений тонов в данной композиции». Такая особенность обычно определяется простыми словами: тёплый колорит, холодный, золотистый, розоватый или, напротив, холодный, голубой, серебристый. Одним из дополнительных средств колористического решения композиции в живописи является валёр.
Каждый художник предпочитает те или иные тона, у него могут быть любимые краски. Индивидуальный подход мастера к решению колористических задач иносказательно именуют палитрой художника. Мастеров, уделяющих особенное внимание тонкостям цветовых сочетаний, называют колористами.
В переносном значении колоритный — описательная качественная характеристика объекта, явления, события, местности, произведения искусства, основанная на особенной выразительности внешних признаков (в том числе не обязательно зрительных). Так, употребляются выражения «музыкальный колорит», «звуковой колорит» «национальный колорит».

## В фотографии
Колористическое решение — одно из важных изобразительных средств фотографии. Используется автором для наилучшего выражения содержания снимка.
Основу колорита фотоизображения образуют цвета и тональности снимаемого объекта. Исходя из этого, автор снимка оценивает цветовые сочетания объекта съёмки и фона, выбирает расположение в кадре наиболее ярких цветовых деталей, подбирает определённую фактуру и способ освещения.

### Цветовая организация объекта съёмки
Для получения необходимого колорита фотоизображения во многих случаях применяется методика так называемой цветовой организации объекта съёмки.
Так, в случае создания натюрморта, павильонного портрета, изготовления рекламных фотографий предметы, фон и прочие элементы, составляющие кадр, подбираются в цветовых сочетаниях, призванных акцентировать внимание зрителя на сюжетно важных частях изображения.

### Освещение объекта
На колорит фотоизображения оказывает принципиальное влияние характер освещения:
- направление светового потока;
- рисунок светотени;
- контраст освещения.

Всё это трансформирует цвета объекта и меняет исходные цветовые тона изображения, поэтому колорит фотоизображения во многом зависит от пропорций освещённых и затенённых участков в кадре. При значительной доле тёмных участков цветовые тона (за исключением узкого диапазона синих оттенков) кажутся приглушёнными, часть тонов изображения (особенно пурпурные и жёлтые) воспринимается как коричневые, цветные элементы теряют свою яркость, выглядят приглушёнными. При подсветке теневых участков изображения общим рассеянным светом можно изменить их освещённость и создать так называемый «бестеневой» колорит фотоизображения, которому присущи, однако, насыщенность и тона, свойственные объекту съёмки.

### Съёмочная оптика
На колорит фотоизображения оказывают влияние элементы оптической системы фотокиноаппаратуры:
- Объективы различаются по степени резкости или мягкости изображения. Значительное влияние на колорит фотоизображения может оказать рассеяние света в линзах и на их поверхностях.
- Бленды позволяют снизить влияние недостатков оптики и повысить насыщенность цветов и контраст изображения.
- Светофильтры и другие оптические насадки могут принципиально изменять контраст рисунка. Так, при съёмке на чёрно-белую плёнку морского пейзажа жёлтый или оранжевый фильтр делает снимок более контрастным, с выразительными цветовыми сочетаниями, отличающимися от таковых без фильтра.
- Призмы и эффектные светофильтры могут создавать дополнительные цветные элементы изображения благодаря дисперсии и дифракции света.

### Обработка фотоматериалов
Доработка и уточнение колорита фотоизображения производится в процессе печатания фотографий с помощью корректирующих светофильтров, а также с применением таких методов, как изогелия, соляризация. В чёрно-белой фотографии важное колористическое значение имеет применение кремовых и окрашенных фотобумаг, а также вирирование изображения. В ряде ныне устаревших процессов типа бромойля колорит достигается, по сути, ручной художественной работой фотографа, сравнимой с работой художника.